# Чисто английское убийство (роман)
«Чисто английское убийство» (англ. An English Murder) — детективный роман Сирила Хейра, вышедший в 1951 году. Основан на авторской радиопьесе «Murder at Warbeck Hall» (1948) и лёг в основу пьесы Хейра «The House of Warbeck» (1955).

## Сюжет
Действие романа, созданного по канонам золотого века детективного жанра, происходит в занесенном снегом и отрезанном от внешнего мира английском поместье. Собравшиеся на рождество родственники и друзья лорда Уорбека становятся свидетелями — и жертвами — серии таинственных смертей. Иностранец доктор Венцеслав Ботвинк — историк, приглашённый лордом Уорбеком поработать в его старинной библиотеке — оказывается единственным, кто способен разобраться в случившемся.

## Издание в СССР
Роман был переведен на русский язык Наталией Фельдман-Конрад и впервые издан на русском языке в 1970 году.
Несмотря на то, что роман был переведён после десталинизации, из него вымарана фраза о том, что если бы доктор Ботвинк оказался в Москве, то он примкнул бы к антисталинистам.

 — А не проще ли сказать, что вы коммунист, доктор Ботвинк?
  Историк покачал головой.
— Увы! — сказал он. — Когда-то, пожалуй, это и могло случиться, но если бы мне надо было определить мою позицию теперь, я сказал бы… Но зачем отнимать у вас попусту время, сержант?
Оригинальный текст (англ.)"Would a shorter way of describing you be to say that you are a communist, Dr. Bottwink?"

The historian shook his head.

"Alas!" he said. "Once, perhaps, it might have been so, but now I am only too conscious that were I in Moscow I should find myself in the uncomfortable position of being anti-Stalin. If I had to define my attitude today, I should say—but why should I waste your time, Sergeant?

### Список изданий на русском языке[3]
- 1970 год, антология «Зарубежный детектив». Издательство «Молодая гвардия». ISBN отсутствует.
- 1991 год, антология «Мастера детектива». Издательство «Правда». ISBN 5-253-00317-7.
- 1992 год, антология «Ведомство страха». Издательство «Писатель». ISBN 5-7206-0072-8.
- 1992 год, антология «Детективы века». Издательство «Импакт». ISBN 5-86830-026-2.
- 2001 год, антология «Чисто английский детектив». Издательство «Центрполиграф». ISBN 5-227-01051-X. Перевод Павла Рубцова.
- 2010 год, отдельное издание в рамках серии «Английский детектив. Лучшее». Издательства «Аст», «Астрель», «Полиграфиздат». ISBN 978-5-17-066768-0, ISBN 978-5-271-30264-0, ISBN 978-5-4215-1246-2.
- 2020 год, сборник авторских романов в серии «Золотой век английского детектива». Издательство «Аст». ISBN 978-5-17-111552-4.

## Экранизация
В 1974 году режиссёром Самсоном Самсоновым по роману был поставлен фильм. Завязка сокращена и одна глава исключена полностью. Помимо этого, правке подверглись части, содержащие политические суждения и оценки. В частности, не упоминается еврейское происхождение доктора Ботвинка, а организация, охарактеризованная в книге фашистской, в фильме называется экстремистской.

## Признание
Благодаря публикации тиражом в 100 000 экземпляров и экранизации роман лучше известен в бывшем СССР, чем у себя на родине. Тем не менее по мнению респондентов Марка Лоусона из The Guardian и Марселя Берлинса из The Sunday Times, «Чисто английское убийство» стал одним из лучших детективных романов, изданных/переизданных в 2017 году. В 2019-м The Guardian включил роман в список 10 лучших детективных произведений золотого века детектива.